# Psalm 83
Psalm 83 – jeden z utworów zgromadzonych w biblijnej Księdze Psalmów. Zaliczany do dzieł przypisywanych Asafowi. Ostatni psalm Asafowej serii. W numeracji Septuaginty psalm ten nosi numer 82.

## Teologia Psalmu
Utwór składa się z trzech jednostek literackich: suplikacji „negatywnej”, gdzie podmiot liryczny błaga Boga o zaniechanie milczenia, a także z lamentacji oraz suplikacji „pozytywnej”, gdzie podmiot liryczny wzywa Boga do działania w obronie narodu. Psalm wydaje się być typową modlitwą liturgiczną pełną odwołań do historii, zwłaszcza z epoki sędziów. Utwór stwierdza, że JHWH posiada władzę absolutną i utożsamia się ze swoim ludem. Psalmista posługuje się historiami, gdyż są dla niego przykładem postawy pełnej nadziei i oczekiwania na działanie Boga w obecnej kryzysowej sytuacji. Rozgromienie przez Najwyższego nieprzyjaciół ma ostatecznie okazać się narzędziem ich nawrócenia.

## Symbolika i Ciekawostki
- W wersetach 3-6 wyrażono opinię, że wrogowie Boga są również wrogami Izraela[3].
- miejscowość Endor (83,11) nie pojawia się w relacji o tych bitwach z Księgi Sędziów, znajdowało się natomiast w ich pobliżu. Endor było świadkiem bitwy z Midianitami[4].
- Saul, król Izraela, po wydaniu hipokrytycznego zakazu używania guseł, czarów i wróżb sam ostatecznie każe wróżce z Endor wywołać ducha proroka Samuela[5].
- W utworze raz pojawia się niejasne słowo sela, którego znaczenie nie jest dokładnie znane[6].